# Zbór Kościoła Ewangelicznych Chrześcijan w Pszczynie
Zbór Kościoła Ewangelicznych Chrześcijan w Pszczynie – ewangeliczna wspólnota chrześcijańska, należąca do Kościoła Ewangelicznych Chrześcijan, mająca siedzibę w Pszczynie.

## Charakterystyka

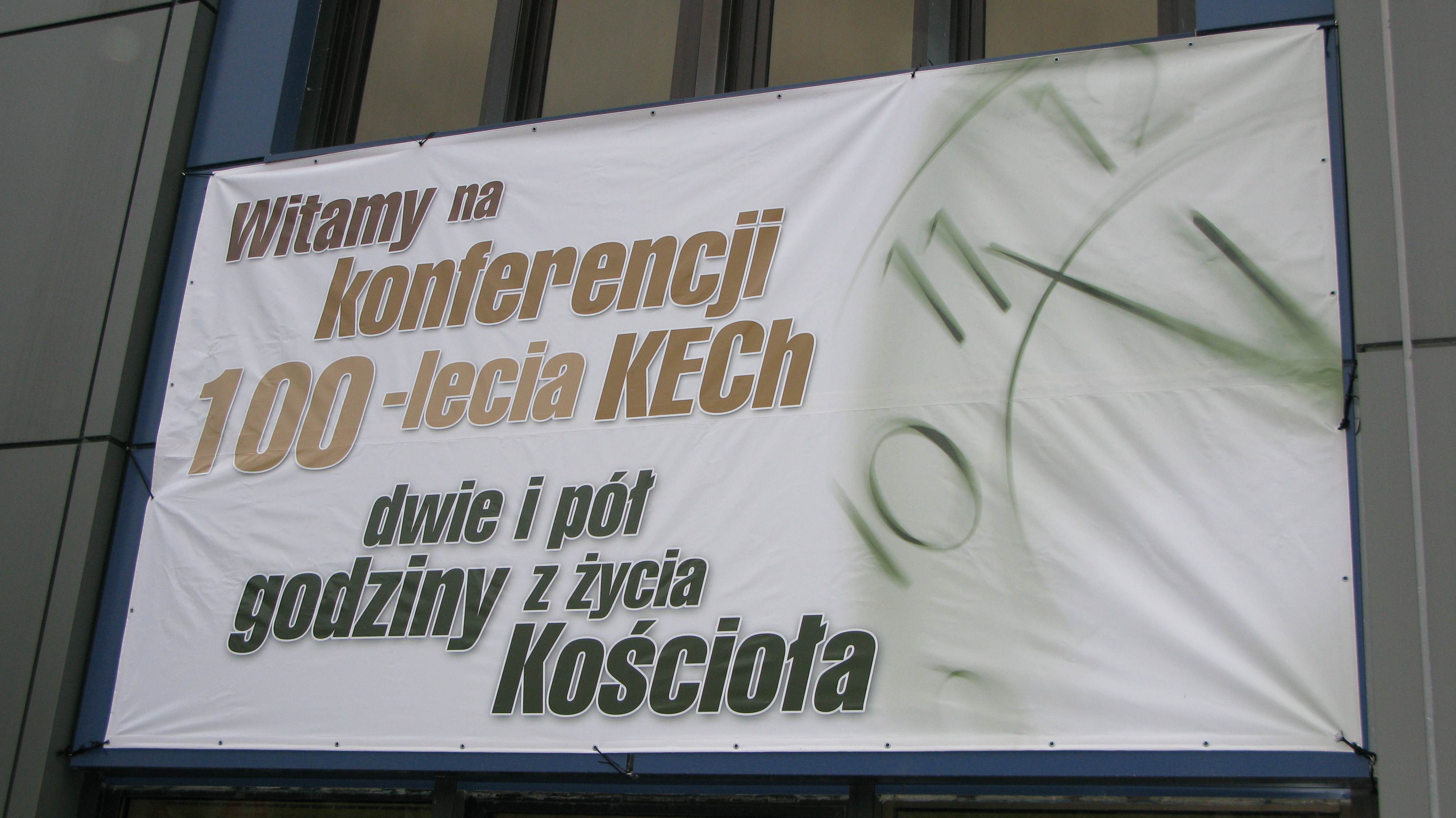
W maju 2008 roku Kościół Ewangelicznych Chrześcijan obchodził 100-lecie obecności na ziemiach polskich

Zbór w Pszczynie jest częścią Kościoła Ewangelicznych Chrześcijan, należącego do rodziny wolnych kościołów protestanckich. 

## Działalność
Nabożeństwa odbywają się w każdą niedzielę o godzinie 10.00 w budynku, przy ul. Dworcowej 20b. Charakteryzują się one prostą formą i składają się z kazań opartych na Biblii oraz wspólnego śpiewu i modlitwy. W czasie niedzielnych nabożeństw odbywają się zajęcia Szkoły Niedzielnej dla dzieci. Zbór prowadzi również spotkania studium biblijnego w środy o godzinie 18.00 w budynku zboru oraz angażuje się w działalność społeczną. Współpracuje z innymi kościołami i organizacjami o charakterze ewangelicznym.
Pastorem Zboru jest Tomasz Chyłka.